# Hypolimnas interjecta
Hypolimnas interjecta är en fjärilsart som beskrevs av Hans Fruhstorfer 1912. Hypolimnas interjecta ingår i släktet Hypolimnas och familjen praktfjärilar. Inga underarter finns listade i Catalogue of Life.